# Граничен контролно-пропускателен пункт
Граничният контролно-пропускателен пункт, съкратено ГКПП, е контролно-пропускателен пункт на държавна граница, където се осъществява контрол и после пропускане/непропускане през границата на пътници (и личен багаж), превозни средства, стоки (за внос или износ) и други товари.
На повечето от тези пунктове се извършва проверка на документи, превозни средства, товари, личен багаж и прочее и се води регистрация и документация за хората, които влизат или излизат (имена, паспортни данни, начална и крайна точка на пътуване и цел на посещение). Понякога се извършва проверка на хора и багаж с рентгенов скенер, металотърсач, правят се видеозаписи и др. Контролиращата страна определя процедури и документи за проверка. Подобен е контролът на превозните средства и товарите.
Понятията „гранични органи“ и „граничен контрол“ в тесен смисъл се отнасят за въоръжените сили за гранична охрана (като „гранични войски“ или „гранична полиция“) и паспортната проверка, извършвана от тях на ГКПП, а в широк смисъл обхващат всички контролни органи на ГКПП и тяхната контролна дейност.
Граничните пунктове и органи се създават и поддържат със сили и средства на държавата, на чиято територия се намират и от която се регулират; наричат се по най-близкото населено място или местност. Затова е неправилно да се наричат противостоящите си през границата пунктове (често раздалечени на километри) като общ ГКПП (какъвто не съществува), например ГКПП Кулата – Промахон.

## Класификация на ГКПП

### По вида на транспорта
- Автомобилни. Могат да бъдат на прелез или да са отделни, така че да има широка зона между ГКПП, известна като ничия земя. Съществуват споразумения (напр. TIR) за улесняване на транзитния транспорт на стоки. Особено по пътища с високо ниво понякога противостоящите си пунктове се намират заедно на малко разстояние в дадена държава и са отворени за пешеходци, пристигащи от другата страна.
- Железопътни. При споразумения за това между съседните държави, гранични служители пътуват между граничните гари и извършват контрол на движещия се влак. В други случаи влакът се отвежда само до границата, което изисква пътниците да преминат през ГКПП, който често се намира на гарата. Понякога се налага смяна на локомотива на границата поради различни изисквния за локомотиви и машинисти. При различни ширини на коловозите в съседните държави в граничната зона се сменят талигите на превозните средства.

- Въздушни. Граничният пункт е на летище, доколкото то служи за въздушна граница. Пристигащите се намират законно на съответната национална територия, само когато преминат ГКПП. Ако бъдат възпрепятствани да влязат в страната, могат да останат само в отделна контролирана част на летището, докато статутът им бъде изяснен, или трябва да излетят отново, без да влизат в неприелата ги страна. Някои страни изместват имиграционния контрол към летището на заминаване, така че пътници без валидно разрешение за влизане да не могат да се качат на борда на самолет.
- Водни (морски, речни, езерни). Граничният пункт е на пристанище, доколкото то служи за водна граница. Прави се разграничение между воден транспорт, при който корабът достига до страната на местоназначение през международни води, и воден транспорт, при който границата между съседните държави е река. Ситуацията е подобна на тази в авиацията: до изясняване на статута им пристигащите остават в контролирана територия на пристанището. За вътрешното корабоплаване често има междудържавни споразумения, които ограничават формалностите до минимум.
- Пешеходни. Могат да бъдат на прелез или да са отделни, така че да има широка зона между ГКПП, известна като ничия земя. Често обслужват презгранично движение на местни граждани от съседни през границата региони.
- Смесени (при няколко вида транспорт). Примери в България: в Русе, Видин, Силистра, Кардам, Калотина, Кулата, Свиленград, Капитан Андреево

Въздушните и водните (морски, речни, езерни) ГКПП се отличават от сухопътните по това, че не са оборудвани край държавна граница като гранична полоса, а на летища и пристанища (морски, речни, езерни).
В непосредствена близост има допълнителна инфраструктура, съобразена с нуждите на влизащите или излизащите. Тя включва например обменни бюра, компании за коли под наем и хотели. Специални данъчни разпоредби често се прилагат в зоните, известни като ничия земя, и зоните зад изходните контроли на летището, поради което там се установяват магазини и цели търговски центрове (безмитни магазини).

### По субект/обект на контрол
- товарно-пътнически
- пътнически
- товарни

### По работен режим
- постоянни
- временни
- сезонни
- случайни (при необходимост)

## Видове граничен контрол
На ГКПП на външните граници се извършват:
- паспортно-визов контрол
- митнически контрол
- държавен здравен контрол
- фитосанитарен контрол и карантина
- ветеринарномедицински контрол и карантина
- транспортен контрол (възложен на митническите власти)
- контрол върху изпълнението от собствениците на превозни средства на законоустановените задължения за застраховане на гражданска отговорност, заплащане на пътните и винетните такси и по спазване на разрешителния режим за товарни и пътнически превози (възлага се на митническите органи).

Съответните гранични и митнически органи отговарят за граничния и митническия контрол. Целта е да се предотврати нелегалното преминаване на границата и контрабандата. Начинът, по който двете съседни държави се отнасят една към друга, също определя формата на граничния контрол, който след това се прилага повече или по-малко свободно. Тъй като той е част от концепцията за защита на съответната граница, трябва да се очаква строг контрол и на силно охраняваните граници. Засилен контрол има и във връзка с издирвателните мерки.
Съответно, в случай на така наречената зелена граница, контролът обикновено е по-малко строг или се извършва само на случаен принцип или при конкретни случаи на съмнение или не се извършва изобщо.
Временно контролите служат и за целите на изолирането на страната от щети или военни събития в съседната страна. Например, след ядрени, химични катастрофи и пандемии хората, техниката и стоките се проверяват за радиоактивно, химическо или биологично замърсяване и при необходимост се почистват или бракуват.
На ГКПП на вътрешните граници компетентните служби изпълняват полицейски правомощия, които не целят граничен контрол и са в съответствие с чл. 21 от Регламент (ЕО) № 562/2006 г. на Европейския парламент и на Съвета на Европа.

## Органи за граничен контрол
Общото ръководство и координацията на дейността на органите за граничен контрол се осъществяват от председателя на Междуведомствения съвет по въпросите на граничния контрол. Видовете граничен контрол се извършват от различни длъжностни лица. Ръководството на различите органи за граничен контрол се осъществява от:
1. министъра на вътрешните работи – за граничен паспортно-визов контрол.
2. министъра на финансите – за митнически надзор и контрол върху пренасяни стоки, валутни нарушения, незаконен трафик на наркотични вещества и прекурсори, контрол по заплащане на пътните и винетните такси и по спазване на разрешителния режим за товарни и пътнически превози и контрола на транспортните средства.
3. министъра на здравеопазването – за санитарен контрол на лицата, транспортните средства и контрола на продуктите и стоките със значение за здравето на човека.
4. министъра на земеделието, храните и горите – за ветеринарномедицински контрол и карантина и за фитосанитарен контрол и карантина на растенията.
5. министъра на транспорта и съобщенията – по отношение на дейността на специализираните структури към Министерството на транспорта и съобщенията, осъществяващи дейност на международните летища, пристанища и железопътни гари.

Началник на ГКПП е началникът на граничния паспортно-визов контрол.
Дейностите по контрола са определени с наредба и се изпълняват от следните органи: 

### За паспортно-визов контрол
Органите на МВР осъществяват граничен паспортно-визов контрол (ПВК) на лица и транспортни средства, преминаващи през границата на България; разследват нарушения на държавната граница и паспортно-визовия режим на територията на ГКПП; противодействат на организирани канали за нелегално преминаване на държавната граница, контрабанда и трафик на хора; разкриват и задържат нарушители на държавната граница, издирвани лица и транспортни средства на територията на ГКПП; проверяват за взривни вещества, огнестрелни оръжия и други общоопасни средства на лица и транспортни средства при преминаване на държавната граница; изпълняват принудителни административни мерки, когато това е предвидено в закон.

### За митнически контрол
Органите за граничен митнически контрол към Министерството на финансите осъществяват митнически надзор и контрол върху стоките, превозните средства и лицата в зоните на ГКПП; изчисляват, събират или изискват обезпечаването на митата и другите публични държавни вземания, събирани от митническите органи; прилагат в рамките на своята компетентност тарифните мерки и мерките на търговската политика на България; предотвратяват и разкриват митнически и валутни нарушения при условия и по ред, определени в законите; предотвратяват незаконния трафик на наркотични вещества и прекурсори; закрилят права върху интелектуалната собственост; събират такси по чл. 10 и чл. 18, ал. 3, т. 1 от Закона за пътищата и осъществяват контрол по чл. 10е от Закона за пътищата; контролират разрешителните за международни превози, общата маса, осовото натоварване и габаритните размери на пътните превозни средства, като при превишаване на допустимите стойности изискват съответните разрешителни и събират полагащите се пътни такси и глоби.

### За здравен контрол
Органите за граничен държавен здравен контрол на Министерството на здравеопазването изпълняват основни задачи за предотвратяване разпространението на болести, които представляват опасност за общественото здраве:
1. изискват необходимите доказателства от извършени медицински прегледи и лабораторни изследвания за всеки конкретен случай, ако има такива;
2. разпореждат извършването на необходимите медицински прегледи и изследвания за всеки конкретен случай;
3. изискват доказателства за извършени имунизации и за предприети други профилактични мерки, ако има такива;
4. поставят под медицинско наблюдение лица, за които има съмнение, че са заразени;
5. поставят под карантина физически лица, багажи, транспортни средства, товари, стоки и международни пощенски пратки, за които има съмнение, че са заразени, или разпореждат прилагането на други здравни мерки;
6. изолират или насочват за изолация и лечение засегнати лица;
7. проучват случаите на заболели от заразни болести при пътувания в засегнати зони;
8. изискват данни за маршрута при пътуване в засегнатите зони; отказват влизане в засегнати зони;
9. издирват контактните на болни и лицата, за които има съмнение, че са болни;
10. отказват влизане на територията на Република България на болни и на лица, за които има съмнение, че са болни, както и на багажи, транспортни средства и товари, за които има съмнение, че са заразени;
11. разпореждат изследване на лицата при напускане на засегнати зони или ограничават напускането им;
12. предписват и контролират извършването на дезинфекция, дезинсекция, дератизация или третиране по друг начин на транспортни средства, багажи, товари, включително контейнери, стоки и международни пощенски пратки, когато е необходимо.

Органите за граничен държавен здравен контрол изпълняват и задачи при вноса на продукти и стоки със значение за здравето на човека:
1. контролират вноса на суровини и храни от неживотински произход;
2. извършват проверка на документацията, проверка за идентичност и физическа проверка;
3. вземат при необходимост проби от внесени храни и суровини от неживотински произход за лабораторни изследвания.

### За ветеринарномедицински контрол
Органите за граничен ветеринарномедицински контрол на Министерството на земеделието, храните и горите изпълняват следните задачи:
1. контролират вноса, износа и транзита на животни, суровини и продукти от животински произход, биопрепарати и др., които могат да бъдат преносители на заразни и паразитни болести;
2. извършват прегледи, правят заверки на документи, придружаващи пратките, вземат при необходимост проби от внесените продукти и суровини от животински произход за лабораторни изследвания;
3. проверяват ветеринарните документи на превозваните суровини, препарати и средства;
4. извършват профилактична дезинфекция и дезинсекция на влизащите в страната моторни превозни средства при обявена епизоотична обстановка съгласно чл. 190 от Закона за ветеринарномедицинската дейност;
5. освобождават или налагат карантина на животни, като определят мястото и времето на карантинния срок;
6. изграждат имунни пояси в района на ГКПП.

### За фитосанитарен контрол
Органите за граничен фитосанитарен контрол и карантина на растенията на Министерството на земеделието, храните и горите изпълняват следните основни задачи:
1. извършват фитосанитарен контрол и експертиза при внос, износ и транзит на стоки от растителен произход и ги освидетелстват с фитосанитарен сертификат или паспорт;
2. регистрират всички внасяни и изнасяни растителни материали;
3. поставят под карантина и налагат забрани или ограничения за внос или износ на растителни материали.

## Най-натоварени ГКПП

### Сухопътни
Това е списък на най-натоварените сухопътни гранични контролно-пропускателни пунктове в света, обслужващи повече от 60 милиона пътници в двете посоки годишно. Тези пътници (или индивидуални пресичания) включват пешеходци, шофьори и пътници в превозни средства. Международните гранични контролно-пропускателни пунктове са в зелено.
Тъй като Съединените щати нямат гранични контролно-пропускателни пунктове за изходящ трафик, данните за входящия трафик се удвояват, за да се даде справедливо сравнение.
| Място | ГККП                        | ГККП     | ГККП     | ГККП            | Пътници годишно | Бележки |
| ----- | --------------------------- | -------- | -------- | --------------- | --------------- | ------- |
| 1     | Гонгбей                     | Китай    | Макао    | Портас до Серку | 134 000 000     | (2018)  |
| 2     | Сградата на султан Искандар | Малайзия | Сингапур | Уъдленс         | 127 750 000     | (2012)  |
| 3     | Луоху порт                  | Китай    | Хонконг  | Ло Ву           | 81 707 959      | (2017)  |
| 4     | Ел Чапарал                  | Мексико  | САЩ      | Сан Исидро      | 69 300 000      | (2018)  |

### Въздушни
Това е списък на най-натоварените летища в света, обслужващи повече от 65 милиона пътници в двете посоки годишно, според международния пътнически трафик към 2018 г. Летищата, обслужващи международни пътници, всъщност са контролно-пропускателни пунктове и разполагат с подходящи митнически, имиграционни и карантинни съоръжения. Предварителните данни на Международния съвет на летищата (януари–декември) са както следва. 
| Място | Летище                           | Летище         | Пътници годишно |
| ----- | -------------------------------- | -------------- | --------------- |
| 1     | Дубай                            | ОАЕ            | 88 885 367      |
| 2     | Хийтроу (Лондон)                 | Великобритания | 75 306 939      |
| 3     | Международно летище Хонконг      | Хонконг        | 74 360 976      |
| 4     | Схипхол (Амстердам)              | Нидерландия    | 70 956 258      |
| 5     | Международно летище Инчон (Сеул) | Южна Корея     | 67 676 147      |
| 6     | Шарл дьо Гол (Париж)             | Франция        | 66 383 494      |

## ГКПП в България
По държавната граница на България има изградени гранични контролно-пропускателни пунктове с всички съседни държави – Румъния, Сърбия, Северна Македония, Гърция и Турция.